# Microtropis daweishanensis
Microtropis daweishanensis är en benvedsväxtart som beskrevs av Q.W.Lin och Z.X.Zhang. Microtropis daweishanensis ingår i släktet Microtropis och familjen Celastraceae. Inga underarter finns listade.